# Битва при Бибракте
Битва при Бибракте — сражение между племенем гельветов и шестью римскими легионами под командованием Гая Юлия Цезаря в 58 году до н. э. около города Бибракты.

## Предыстория
После победы на Араре Цезарь решил догнать основные силы гельветов. Для этого он в течение дня построил мост через Арар и переправил свою армию. Гельветы были этим очень поражены, так как им для переправы своих сил потребовалось двадцать дней. Поэтому они решили отправить к Цезарю послов, возглавлял которых бывший вождь гельветов князь Дивик. Каких-либо значительных результатов переговоры не принесли.
В течение пятнадцати дней Цезарь преследовал гельветов, но, решив пополнить запасы продовольствия, повернул к Бибракте — главному городу эдуев. Гельветы расценили этот манёвр как отступление и решили атаковать римлян.

## Ход битвы
Цезарь расположил свои войска на холме. На середине склона он построил в три линии четыре старых легиона, а на вершине поставил два легиона, набранных в Ближней Галлии, а также все вспомогательные отряды.
Гельветы, построившись фалангой, пошли в гору на первую линию римлян. Однако они были отброшены к ближайшей горе. Когда к ней стали подступать римляне, на них напали бойи и тулинги, находившиеся в арьергарде. Римлянам пришлось сражаться на два фронта: первая и вторая линия обратилась против отброшенных гельветов, а третья стала задерживать бойев и тулингов. Только к глубокой ночи римляне овладели лагерем гельветов. От сражения у гельветов уцелело около 130 тыс. человек, которые отступили в земли лингонов.

## Последствия
Обескровленные гельветы решили сдаться Цезарю. По его решению гельветы, тулинги и латовики (110 тыс. чел.) должны были вернуться на покинутые земли, бойи поселились в стране эдуев. Таким образом Цезарь пресёк возможность заселения земель гельветов германцами, обезопасив границы Республики.